# المحافظين المدني
حزب المحافظين المدني (بالإنجليزية: Civil Conservative Party)‏ هو حزب سياسي كويتي يصنف نفسه بأنه يتبع مسار معتدل، يعمل من أجل الوصول إلى نظام مدني وبرلماني كامل وفق إطار الهوية العربية والإسلامية عبر مشاريع إصلاحات دستورية وسياسية، يتبنى إطروحات اشتراكية إسلامية السوق اقتصادياً. يقول البعض أنه ذو جذور إسلامية وفيما تعددت مشارب السياسيين الداعمين للحزب من خلال متابعته في «وسائل التواصل الاجتماعي» من التيار السلفي، والحركة الدستورية الإسلامية، وحركة العمل الشعبي (حشد)، وبعض الإسلاميين غير التابعين تنظيمياً، لكنه ينفي أن يكون «حزباً إسلامياً» ويحرص على ألا يستخدم الشعارات الدينية في خطاباته السياسية ويقول أنه حزب محافظ ويصنفه البعض على إنه يمثل التيار (المحافظ المدني)